# Верхня Слобідка
Ве́рхня Слобі́дка — село в Україні, у Студенянській сільській громаді Тульчинського району Вінницької області. Населення становить 122 особи.

## Історія
7 (20) листопада 1917 року, відповідно до Третього Універсалу Української Центральної Ради, увійшло до складу Української Народної Республіки.
12 червня 2020 року, відповідно до Розпорядження Кабінету Міністрів України  № 707-р «Про визначення адміністративних центрів та затвердження територій територіальних громад Вінницької області», увійшло до складу Студенянської сільської громади.
19 липня 2020 року, в результаті адміністративно-територіальної реформи та ліквідації Піщанського району, село увійшло до складу Тульчинського району.

## Галерея

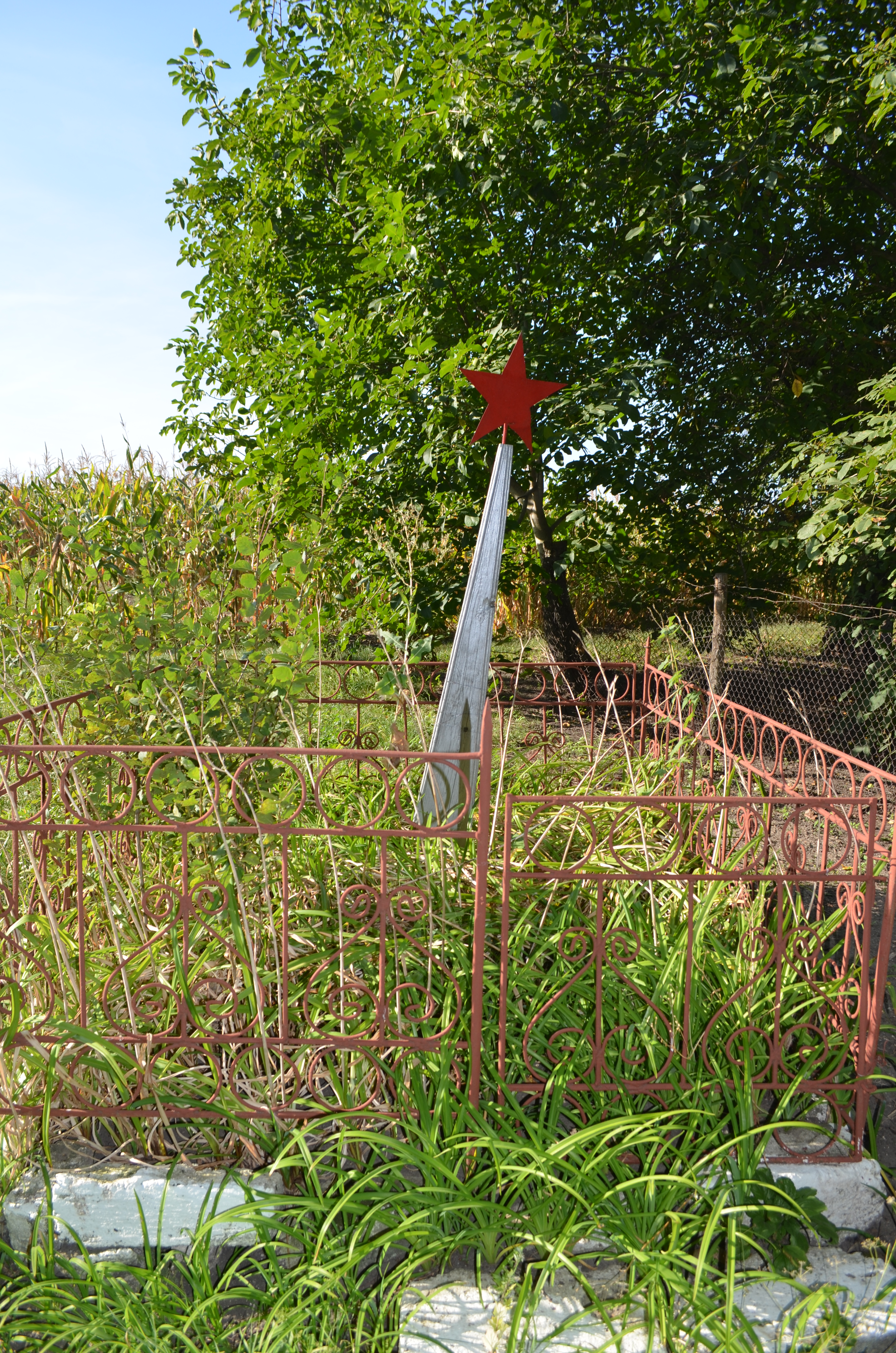
Могила невідомого солдата
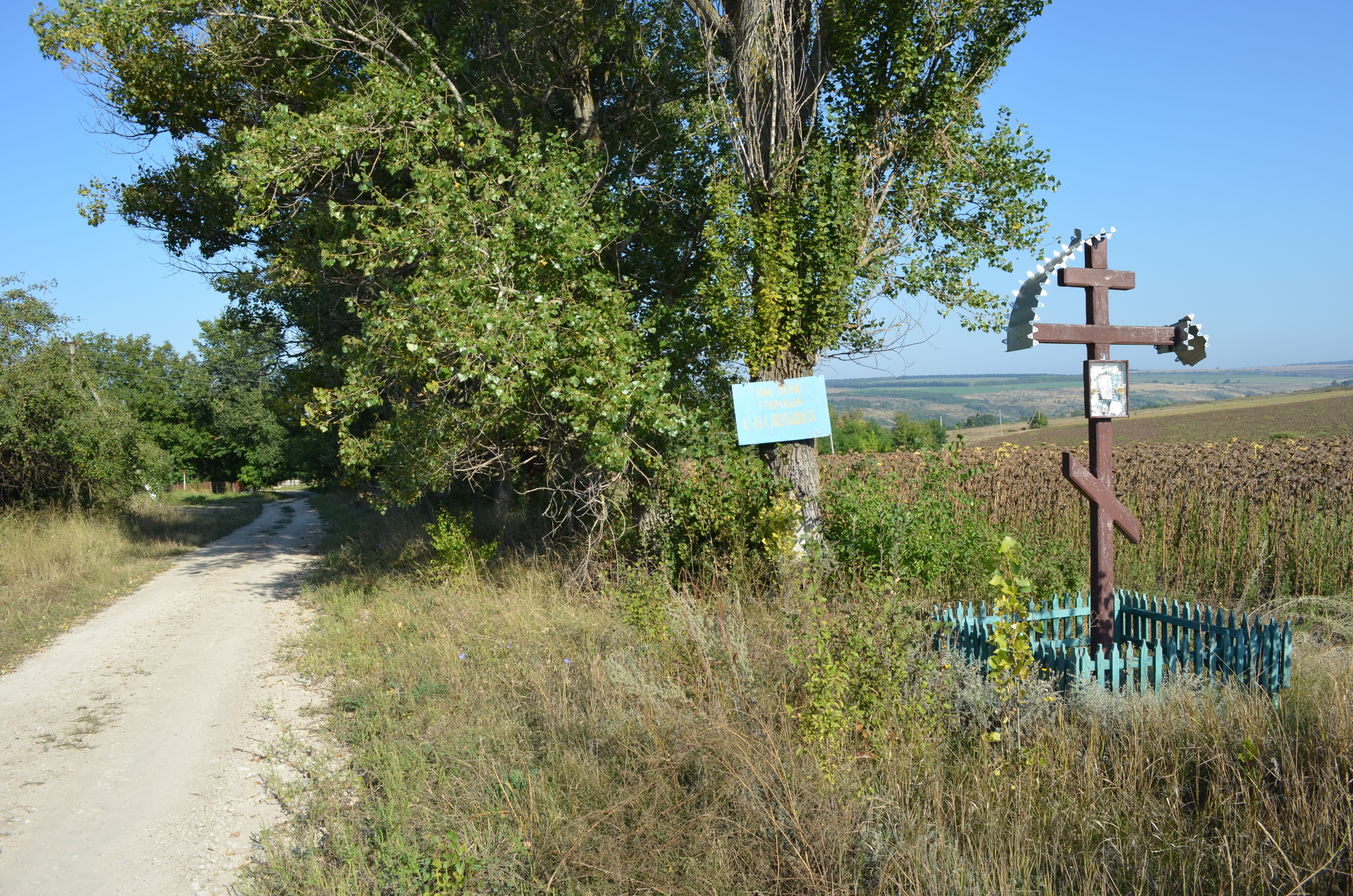
Головна вулиця села
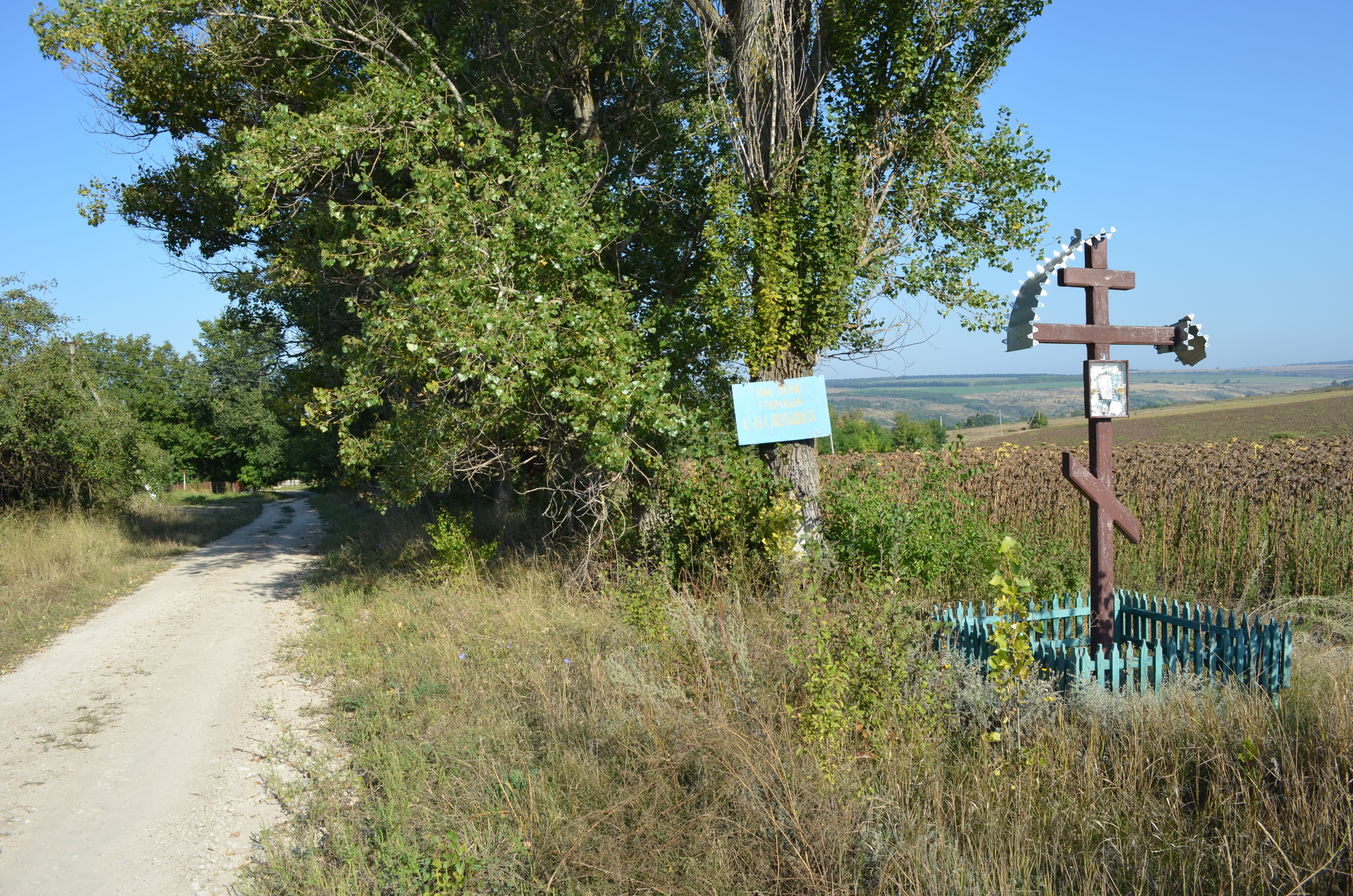
Питна вода
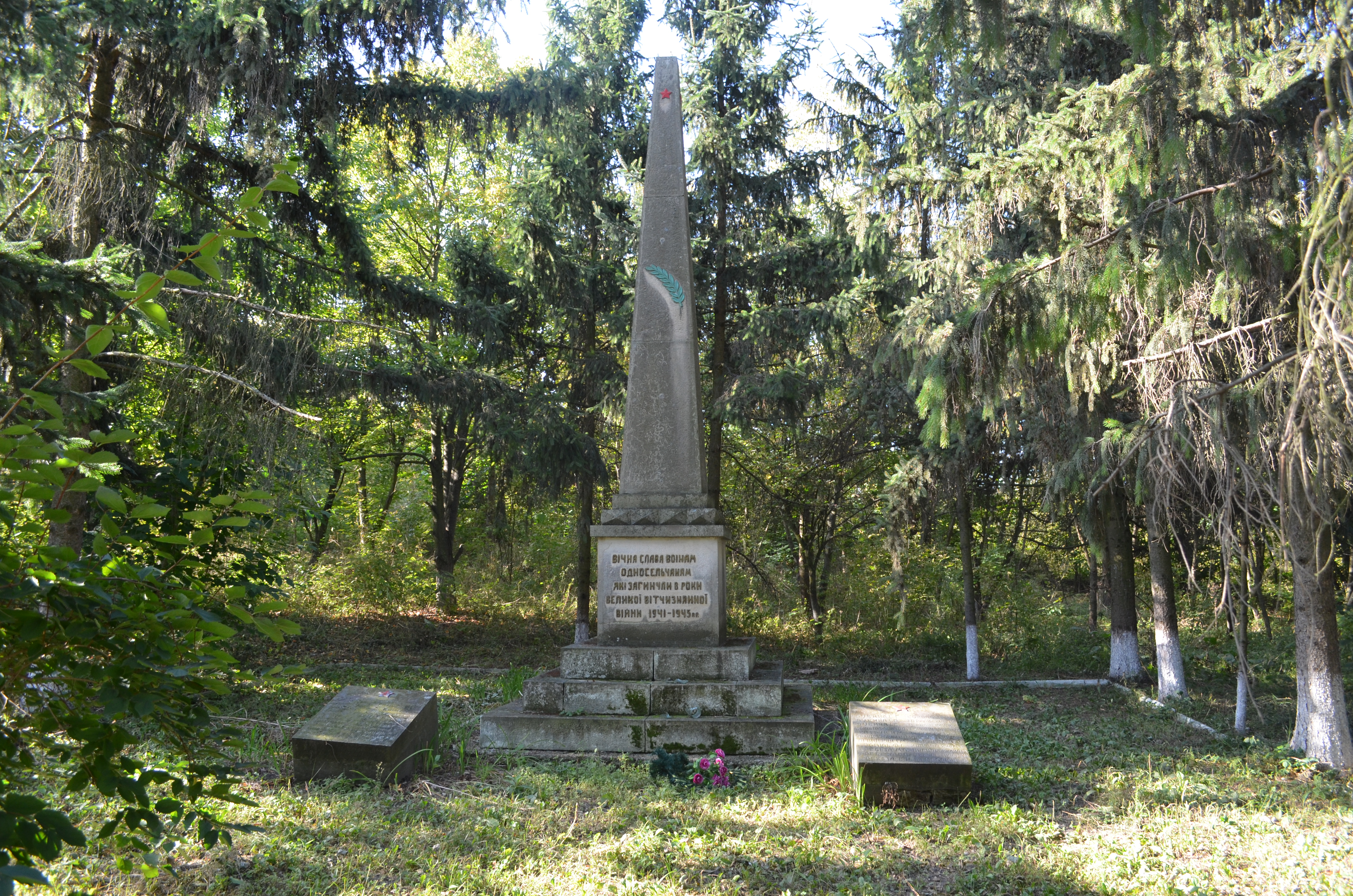
Пам'ятник воїнам-односельчанам
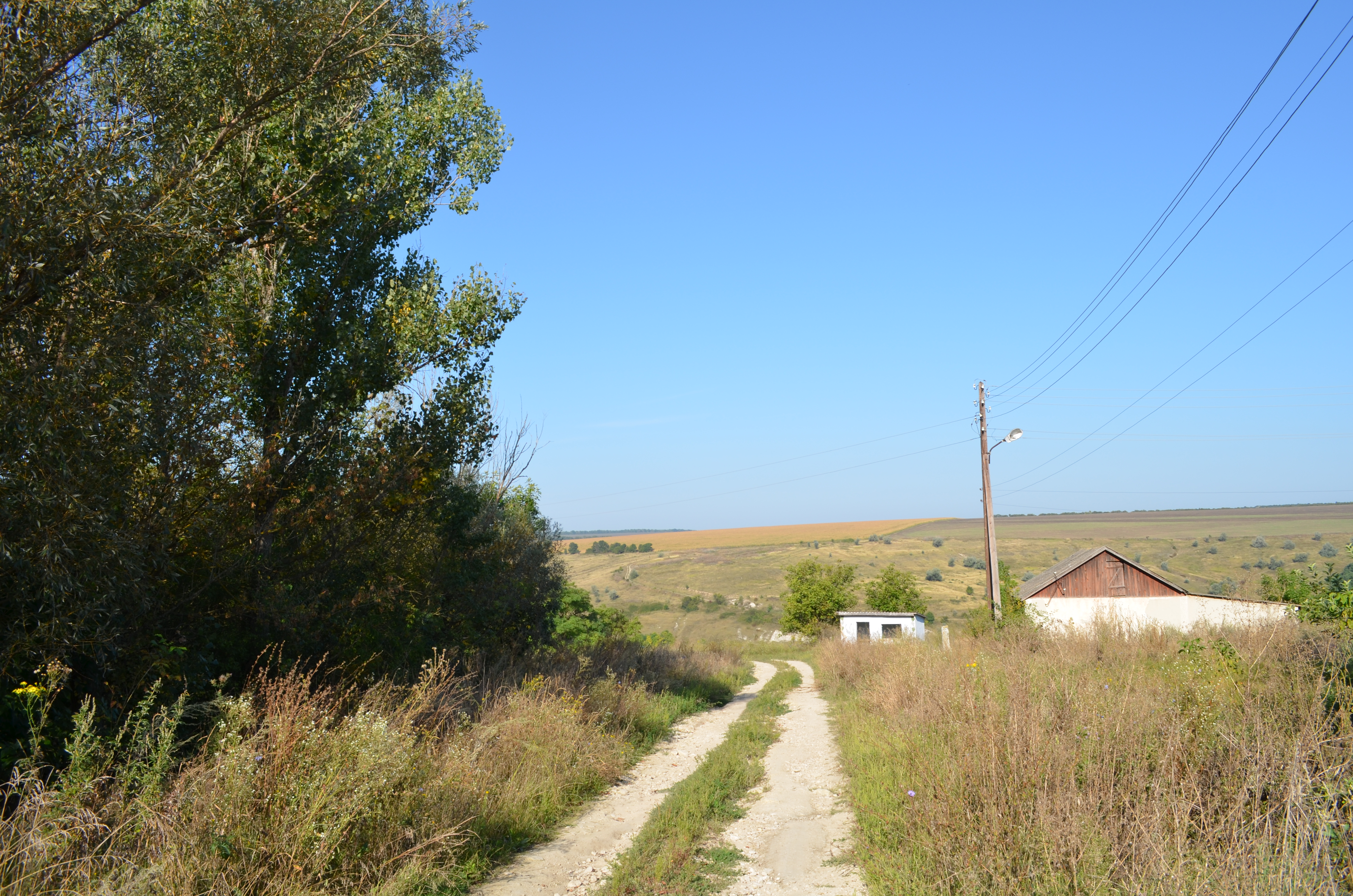
Дорога до долини
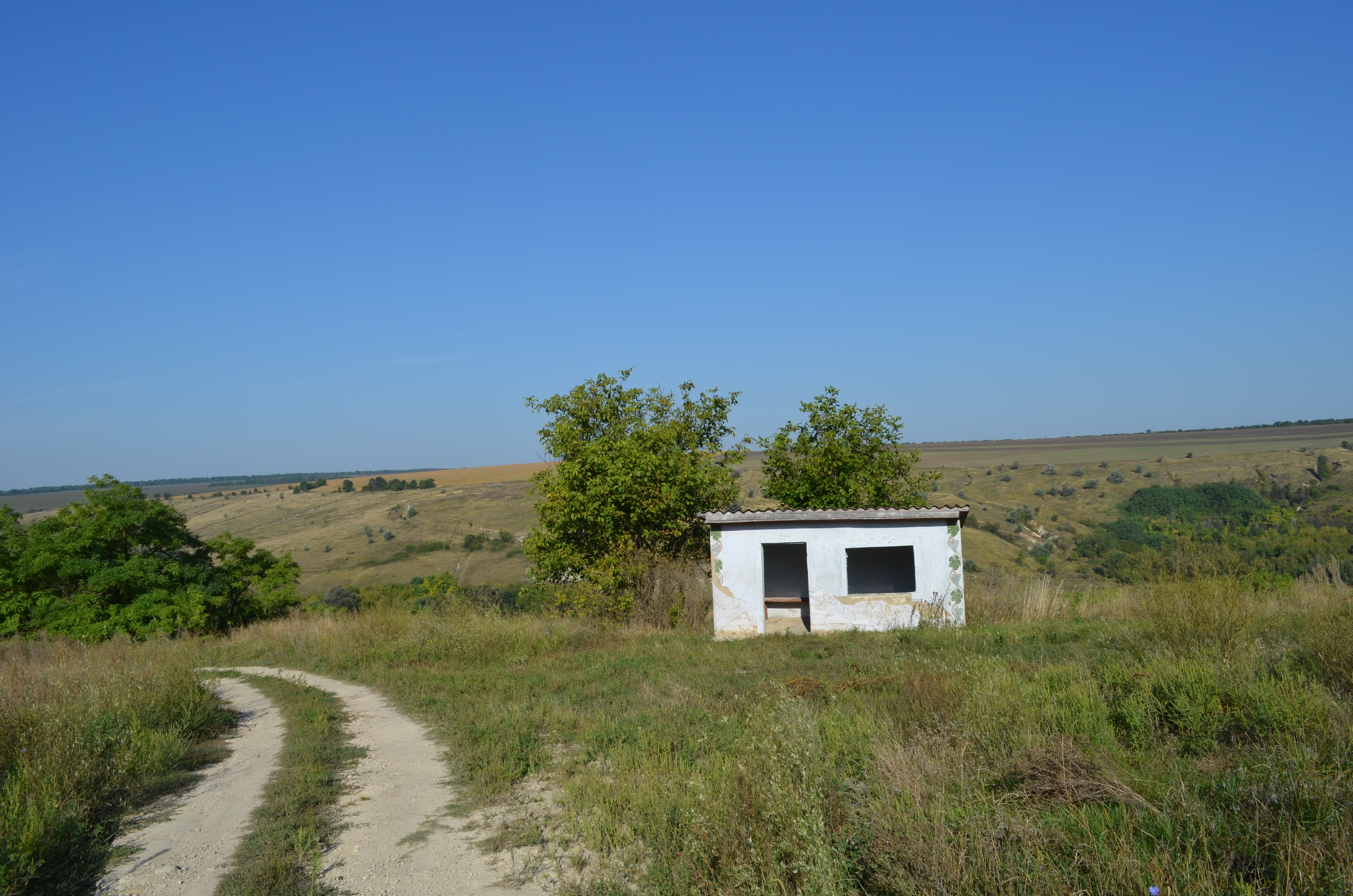
Автобусна зупинка
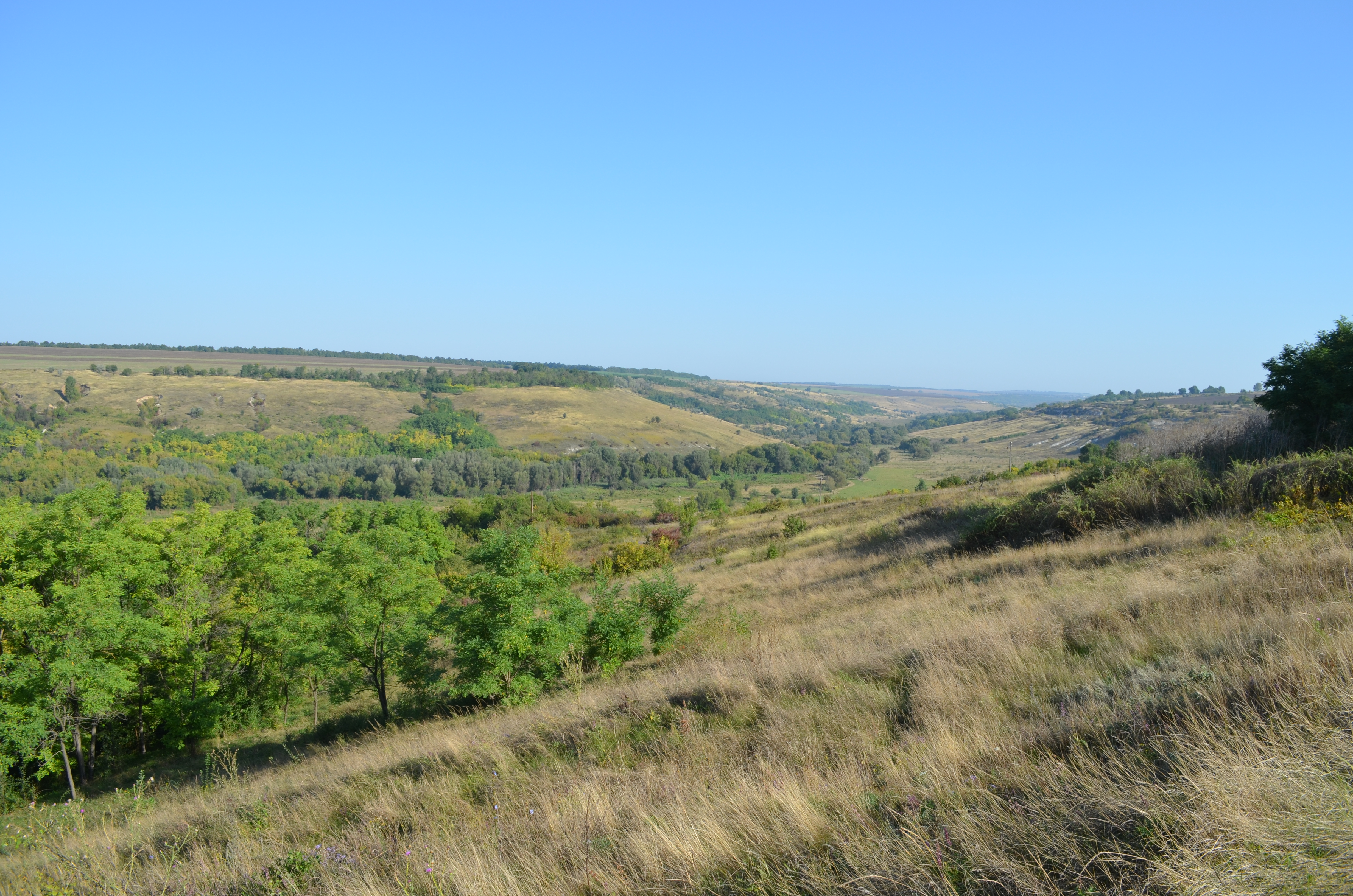
Долина річки Вільшанка
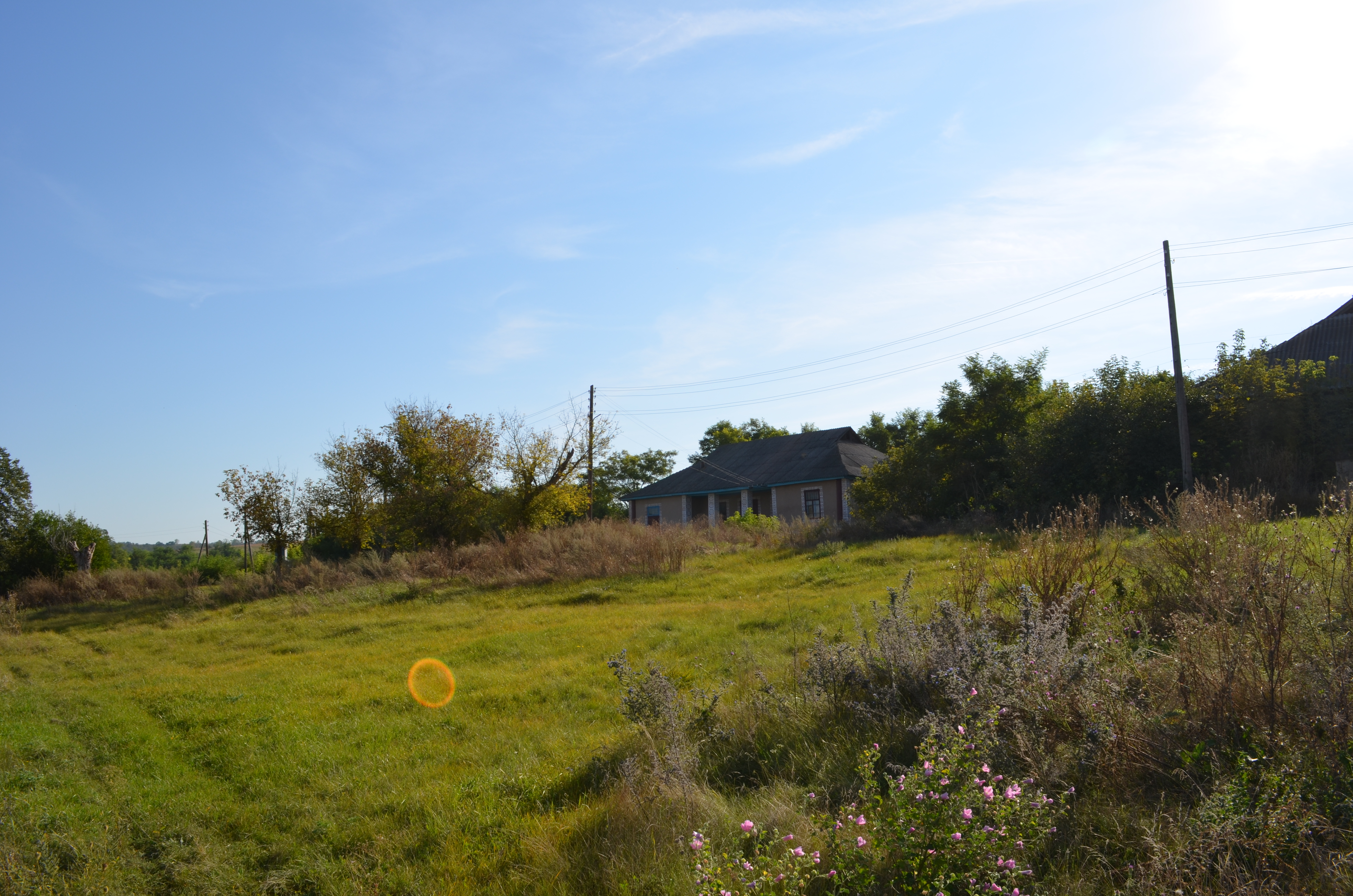
Фельдшерський пункт
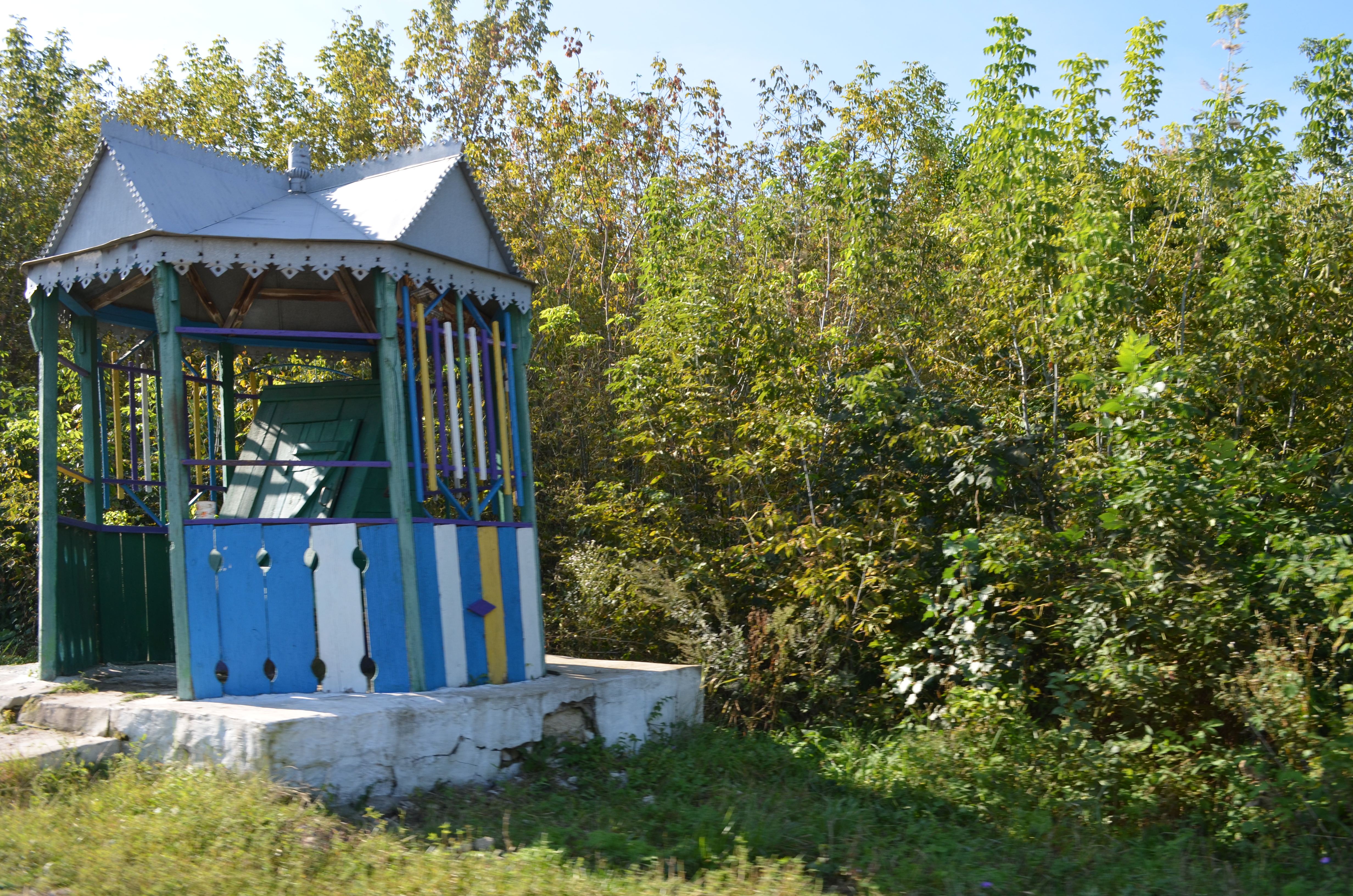
Криниця
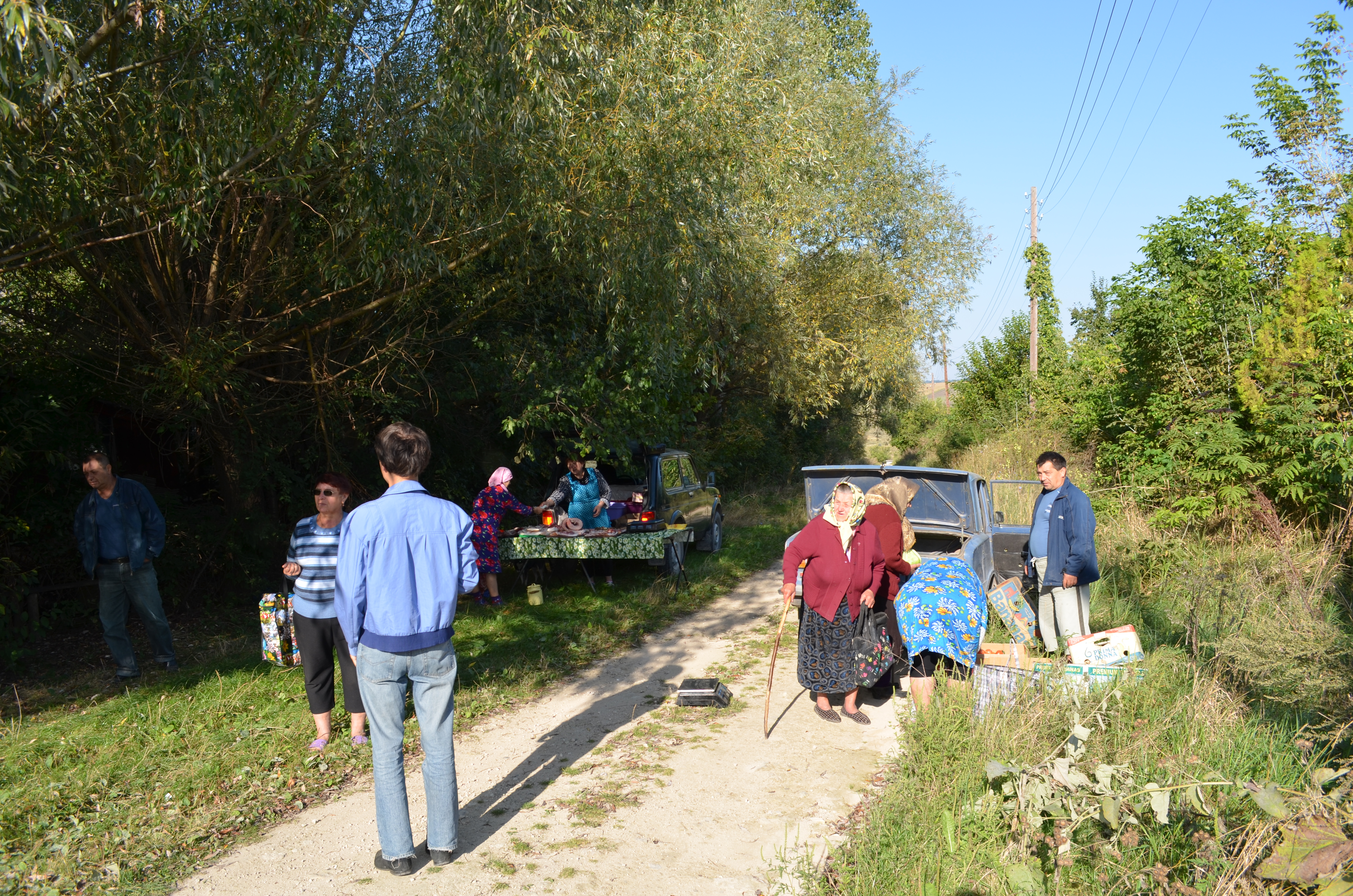
Сільський базар
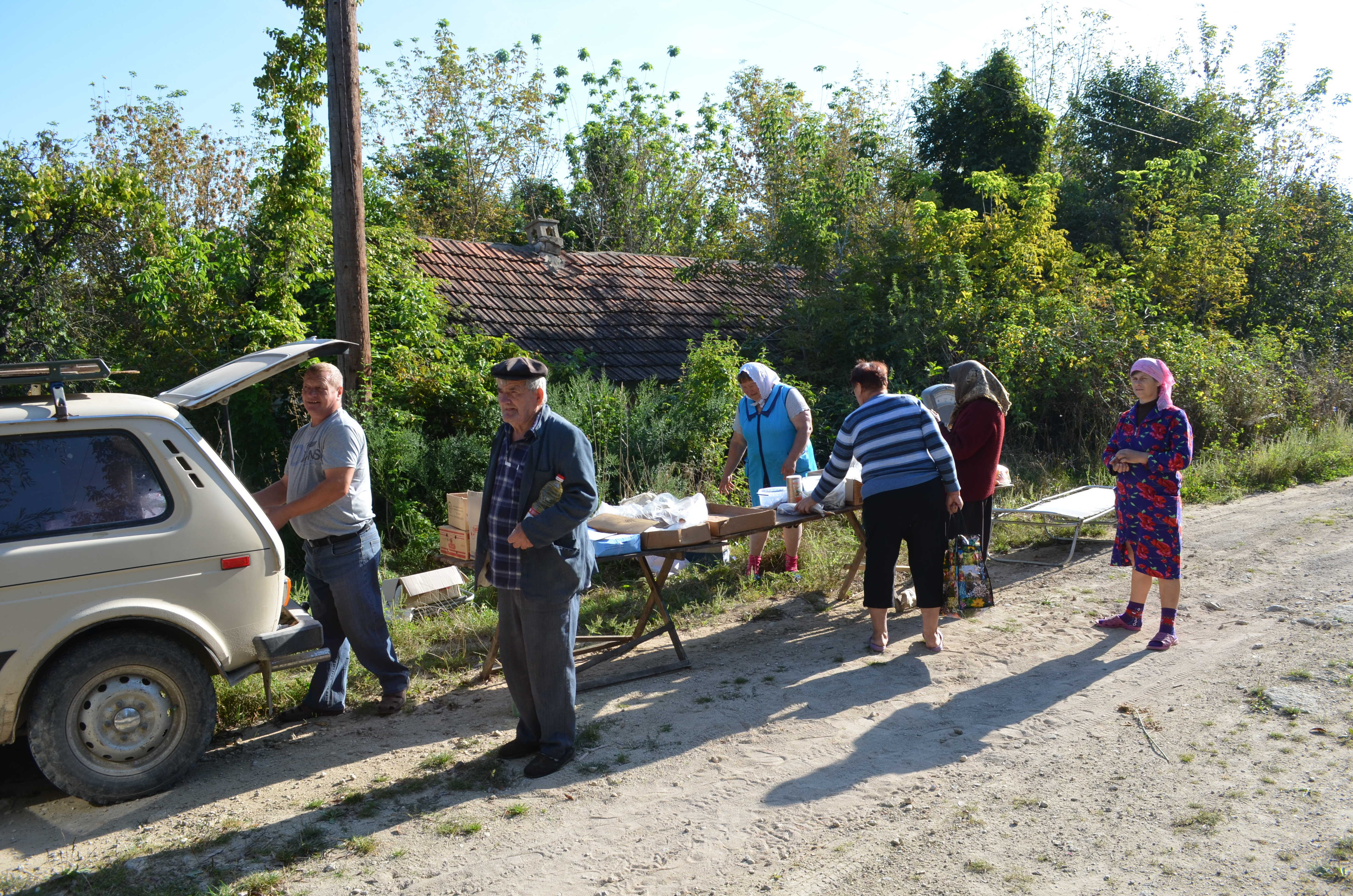
На базарі
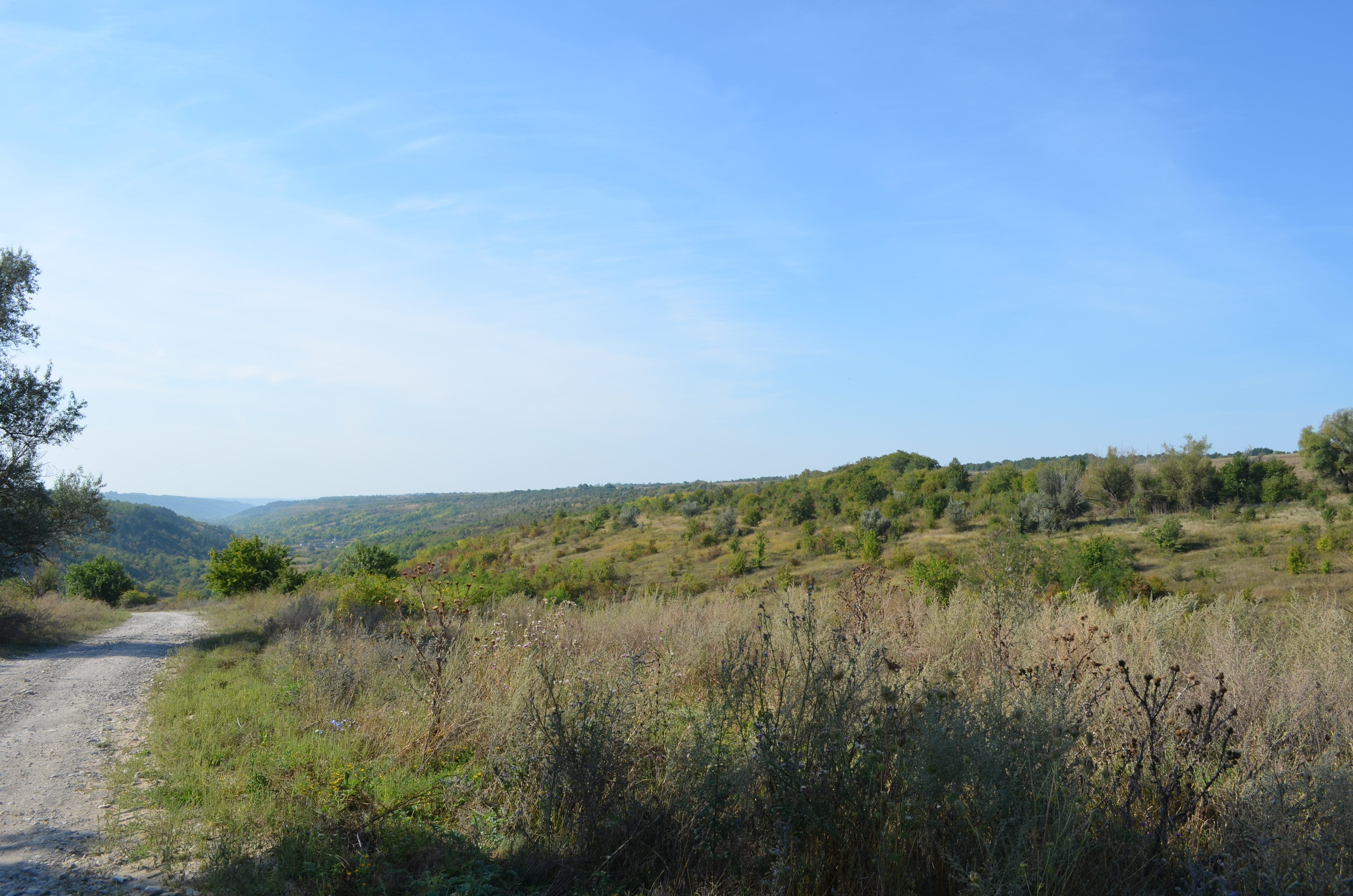
Краєвиди між Верхньою Слобідкою та Грабарівкою